# Chann McRae
William Chann McRae (Austin, 10 novembre 1971) è un ex ciclista su strada e dirigente sportivo statunitense. Professionista su strada dal 1996 al 2003, vinse il titolo nazionale in linea nel 2002. Dal 2008 al 2014 è stato invece direttore sportivo del team Slipstream/Garmin diretto da Jonathan Vaughters.

## Palmarès
- 1992 (Dilettanti, una vittoria)

Campionati statunitensi dilettanti, Prova in linea
- 1997 (Die Continentale-Olympia, una vittoria)

CoreStates Invitational - Lancaster
- 1998 (Saturn, una vittoria)

1ª tappa Niedersachsen-Rundfahrt (Wolfsburg > Wolfsburg)
- 2002 (US Postal Service, una vittoria)

Campionati statunitensi, Prova in linea

### Altri successi
- 1998 (Saturn, due vittorie)

Campionati statunitensi, Criterium
Vista (criterium)
- 2000 (Mapei, una vittoria)

Erembodegem (kermesse)
- 2002 (US Postal Service, una vittoria)

1ª tappa Volta Ciclista a Catalunya (Cronosquadre, Sant Jaume d'Enveja > Deltebre)

## Piazzamenti

### Grandi Giri
- Giro d'Italia

1999: 48º
2000: 17º
- Tour de France

2000: ritirato (alla 12ª tappa)
- Vuelta a España

1996: 108º
1999: 19º
2001: 96º

### Classiche monumento
- Liegi-Bastogne-Liegi

2001: 94º
- Giro di Lombardia

1999: 13º

### Competizioni mondiali
- Campionati del mondo

Lugano 1996 - In linea Elite: ?
San Sebastián 1997 - In linea Elite: 31º
Valkenburg 1998 - In linea Elite: 32º
Verona 1999 - In linea Elite: 5º
Verona 1999 - Cronometro Elite: 20º
Plouy 2000 - In linea Elite: 8º
Lisbona 2001 - In linea Elite: 25º